# Eton mess
L'Eton mess (traducibile in pasticcio di Eton) è un dolce tradizionale inglese.

## Storia
Menzionato per la prima volta nel 1893 dallo storico Arthur Beavan, l'Eton mess prende il nome dall'Eton College, luogo in cui si presume essere ideato. Il dolce veniva servito negli anni trenta nel negozio alimentare della scuola, e originariamente veniva preparato usando fragole o banane mescolate con gelato o crema. In seguito, veniva aggiunta la meringa. Il dolce veniva servito durante l'annuale partita di cricket contro gli alunni della Harrow School.

## Descrizione
L'Eton mess è composto da una miscela di fragole, meringa sbriciolata grossolanamente e panna montata. Può anche essere prodotto con molti altri tipi di frutta estiva, ma le fragole sono considerate l'ingrediente più tipico.
La parola mess ("pasticcio") può riferirsi all'aspetto del piatto, o può anche essere usato per riferirsi a una "quantità di cibo", un "piatto composto da cibo morbido" o una "miscela di ingredienti cucinati o mangiati assieme".
Un dolce simile all'Eton mess è il Lancing mess, a base di banane e servito durante tutto l'anno nel Lancing College, nel West Sussex, e nel Clare College di Cambridge.